# Euprosopia
Euprosopia är ett släkte av tvåvingar. Euprosopia ingår i familjen bredmunsflugor.

## Dottertaxa tillEuprosopia, i alfabetisk ordning[1]
- Euprosopia acula
- Euprosopia albifacies
- Euprosopia albipila
- Euprosopia albolineata
- Euprosopia alpina
- Euprosopia alticeps
- Euprosopia anostigma
- Euprosopia armipes
- Euprosopia aureovistita
- Euprosopia aureovitta
- Euprosopia biarmata
- Euprosopia bilineata
- Euprosopia brevicornis
- Euprosopia buergersiana
- Euprosopia calyptrata
- Euprosopia celsa
- Euprosopia chalybea
- Euprosopia comes
- Euprosopia conferta
- Euprosopia conjuncta
- Euprosopia connexa
- Euprosopia crassa
- Euprosopia crispa
- Euprosopia curta
- Euprosopia curtoides
- Euprosopia danielsi
- Euprosopia diminutiva
- Euprosopia dorsata
- Euprosopia dubitalis
- Euprosopia filicornis
- Euprosopia fimbripes
- Euprosopia frontalis
- Euprosopia fusifacies
- Euprosopia gigas
- Euprosopia grahami
- Euprosopia hollowayi
- Euprosopia holmesi
- Euprosopia hypostigma
- Euprosopia impingens
- Euprosopia inermis
- Euprosopia innocua
- Euprosopia insulicola
- Euprosopia integra
- Euprosopia kienyangensis
- Euprosopia klossi
- Euprosopia kurandae
- Euprosopia latifrons
- Euprosopia lenticula
- Euprosopia lepida
- Euprosopia lepidophora
- Euprosopia longicornis
- Euprosopia longifacies
- Euprosopia macrotegularia
- Euprosopia maculipennis
- Euprosopia matsudai
- Euprosopia megastigma
- Euprosopia mica
- Euprosopia miliaria
- Euprosopia millepunctata
- Euprosopia minor
- Euprosopia minuta
- Euprosopia mohnikei
- Euprosopia monodon
- Euprosopia multivitta
- Euprosopia nigropunctata
- Euprosopia nobilis
- Euprosopia omei
- Euprosopia pencillata
- Euprosopia piperata
- Euprosopia planiceps
- Euprosopia platystomoides
- Euprosopia potens
- Euprosopia producta
- Euprosopia protensa
- Euprosopia punctifacies
- Euprosopia punctulata
- Euprosopia ramosa
- Euprosopia remota
- Euprosopia rete
- Euprosopia robusta
- Euprosopia rufiventris
- Euprosopia scatophaga
- Euprosopia semiarmata
- Euprosopia separata
- Euprosopia sericata
- Euprosopia setinervis
- Euprosopia sexpunctata
- Euprosopia squamifera
- Euprosopia subacuta
- Euprosopia subula
- Euprosopia tarsalis
- Euprosopia tegularia
- Euprosopia tenuicornis
- Euprosopia tigrina
- Euprosopia tomareae
- Euprosopia trivittata
- Euprosopia truncata
- Euprosopia vitrea
- Euprosopia xanthops